# Пам'ятник-обеліск українським воякам дивізії «Галичина» (Ясенів)
Пам'ятник-обеліск українським воякам дивізії «Галичина», розташований на горі Жбир, що поблизу с. Ясенів Золочівського району Львівської області.

## Історія
Бродівський котел — Гора Жбир, що у селі Ясенів Золочівського району Львівської області, — символ боїв, що відбувалися тут у липні 1944 року.
У складі німецьких військ у боях брала участь й дивізія «Галичина», що була сформована з українців. І з гори Жбир — однієї із найвищих точок району найкраще видно панораму однієї із наймасштабніших операцій радянської армії «Бродівський котел», під час якої полягло багато українців.
Після майже цілоденної артилерійської підготовки та запеклих бомбардувань, радянським військам вдалося зрушити частини Української дивізії з їхньої лінії оборони. Але в цей самий день ситуація стабілізувалася: зайнявши нові позиції, частини дивізії провели цілу низку сильних контрударів. Однак становище частин дивізії було вкрай важким. Вона зазнавала великих втрат від повітряних ударів на її позиції, а танкові колони намагалися оточити поодинокі підрозділи Дивізії, але взяти основну опорну точку на горі, не було можливо, у зв'язку з важкими природними умовами. Лише після підходу важкої техніки, бій був завершений капітуляцією дивізії на горі Жбир. На горі Жбир було поховано рештки 29 воїнів дивізії, які виявили в інших місцях учасники пошукових експедицій.
У результаті боїв під Бродами загинули тисячі дивізійників, багато потрапили в полон. Дехто влився в лави УПА, а декому вдалося вирватися з оточення й вирушити на Закарпаття, а звідти в місто Нойгаммер, де дивізію наново доукомплектували.

### Пам'ятник 1991 року

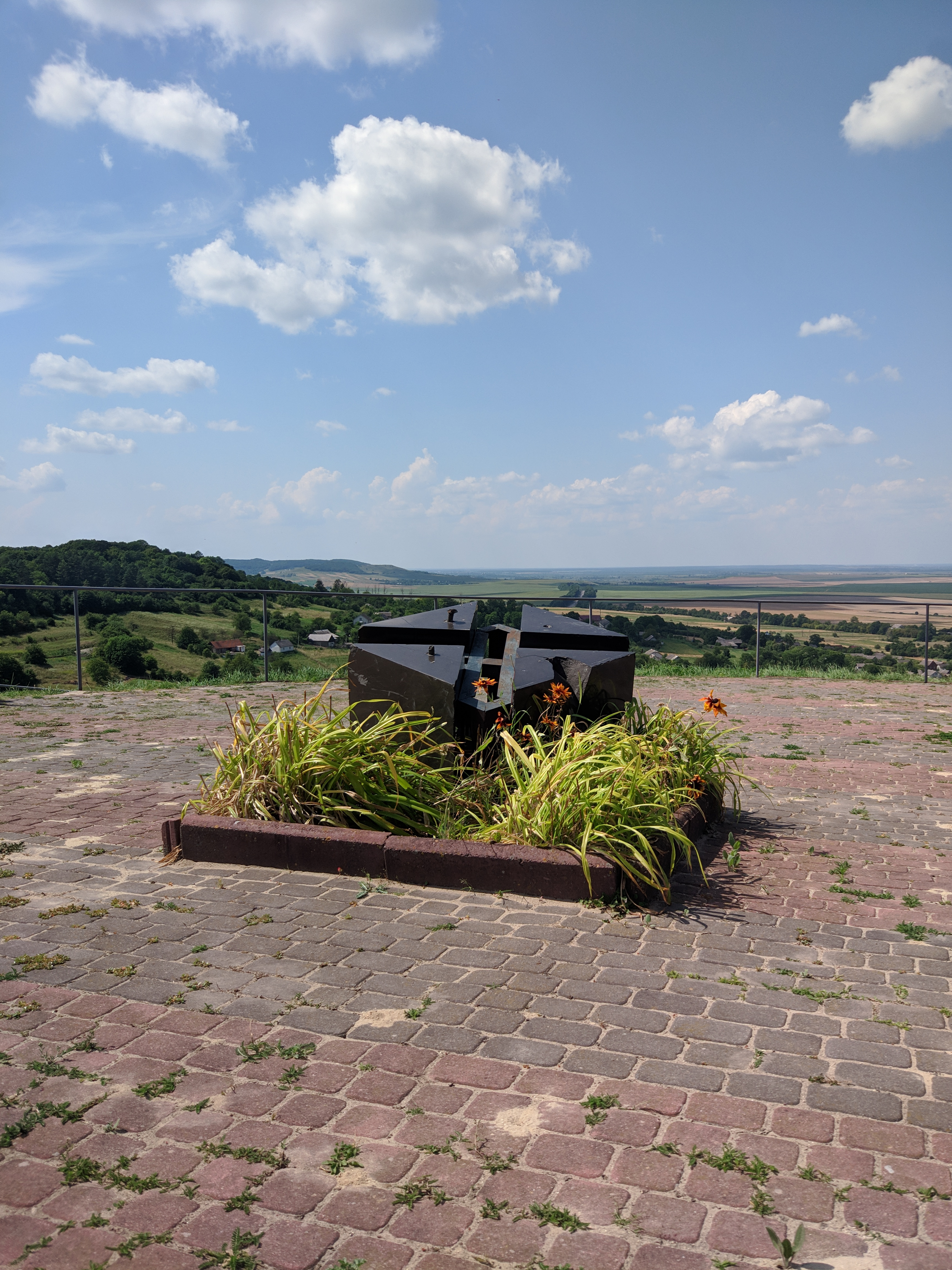
Залишки поваленого пам'ятника дивізійникам 1991 році

У 1991 році при південній околиці Ясенова, на горі Жбир за ініціативи львівського «Студентського братства» на місці колишньої могили невідомого воїна-дивізійника. Офіційне відкриття відбулося 20 травня 1991 року. Але 18 червня того ж року його підірвали радянські спецслужби. Відтоді на горі була символічна могила з березовим хрестом.

### Памятник 2008 року
15 квітня 2008 року Бродівська районна рада отримала звернення до Львівської облради, Львівської ОДА, підприємств, організацій, громадян України та іноземців з ініціативою відновити пам'ятний знак полеглим у 1944 році українцям дивізії СС «Галичина» — під Бродами на горі Жбир у селі Ясеневі. Текст звернення:
«Українці! У 1991 році з ініціативи Студентського Братства у пам'ять про полеглих у 1944 році українців під Бродами на горі Жбир у селі Ясенів Бродовського району було споруджено пам'ятний знак. Однак, через кілька тижнів він був по-варварськи знищений згідно наказу найвищого військового командування Радянського Союзу. Пізніше затяжна економічна криза не дозволила відновити монумент — на його місці було насипано лише символічну могилу і встановлено хрест.
Сьогодні, вважаємо, настав час відновити монумент.
Ми, депутати Бродівської районної ради, закликаємо усіх, кому є небайдужою пам'ять про тисячі полеглих патріотів України, долучитися до цієї ініціативи.
Переконані, що за наших спільних зусиль пам'ятний знак невдовзі знову гордо височітиме над міжнародною автотрасою Київ-Чоп як символ героїчного пориву Нескореної Нації.
За дорученням депутатів, голова Бродівської районної ради, Ігор Клим».
Відкриття та освячення відновленого пам'ятного знака відбулося 20 липня 2008 року. Окрім нового пам'ятника воякам на території меморіалу збережено залишки поваленого обеліска 1991 року та облаштовано оглядовий майданчик з гори Жбир на село Ясенів та околиці.
Щороку біля пам'ятного знаку проводиться заходи з вшанування пам'яті.